# Isobuttersäureoctylester
Isobuttersäureoctylester ist eine chemische Verbindung aus der Gruppe der Carbonsäureester.

## Vorkommen
Isobuttersäureoctylester wurde unter den flüchtigen Bestandteilen von Hopfen und auch in Grapefruitsaft und Babacofrüchten (Carica pentagona Heilborn) nachgewiesen.

## Gewinnung und Darstellung
Isobuttersäureoctylester kann durch Veresterung von n-Octanol mit Isobuttersäure gewonnen werden.

## Eigenschaften
Isobuttersäureoctylester ist eine farblose bis gelbliche Flüssigkeit, die löslich in Ethanol ist. Sie hat einen fruchtigen, fettigen Duft mit einem weichen und feuchten Unterton, der an Petersilie und Farnwurzel erinnert. Sie hat einen süßen Geschmack, der an Trauben erinnert.

## Verwendung
Isobuttersäureoctylester wird als Aromastoff verwendet.